# Pleurocyphoniscus bertkaui
Pleurocyphoniscus bertkaui là một loài chân đều trong họ Trichoniscidae. Loài này được Verhoeff miêu tả khoa học năm 1901.